# Ouanary
Ouanary és un municipi francès, situat a la regió d'ultramar de la Guaiana Francesa. L'any 2006 tenia 86 habitants. Limita amb Régina al sud-oest i Saint-Georges-de-l'Oyapock al sud-est.

En roig el territori comunal de Ouanary.

## Geografia
La ciutat està situada a l'est de la zona costanera prop de la desembocadura del riu Ouanary (que desemboca a l'estuari de l'Oyapock) al peu de a muntanya de l'Observatori. És una de les comunes més petites de la Guaiana. Amb la presència de muntanyes Trois Pitons, la màxima altitud de la ciutat és de 341 metres. Al nord de la ciutat, hi ha una zona costanera vorejada per l'oceà Atlàntic. A l'est de la comuna, hi ha la frontera amb Brasil.
L'accés a Ouanary es fa generalment en canoa. No obstant això, la ciutat té una petita pista d'aterratge, però només hi arriben helicòpters, a causa del seu mal estat

## Demografia
| 1961                                       | 1967 | 1974 | 1982 | 1990 | 1999 |
| ------------------------------------------ | ---- | ---- | ---- | ---- | ---- |
| ?                                          | ?    | ?    | ?    | 82   | 92   |
| Des de 1962: població sense dobles comptes |      |      |      |      |      |

## Administració
| Període | Identitat | Partit |
| ------- | --------- | ------ |
| 2001-   | Éric Rozé |        |

## Història
- 1738: Instal·lació de dels jesuïtes.
- 1776: Inici del desenvolupament agrícola sota la direcció de Joseph Guisan.
- 1848: Fi de l'esclavitud i abandó de les plantacions. Tancament de la destil·leria de rom.
- 1949: És erigit en comuna.